# 辛贾伊

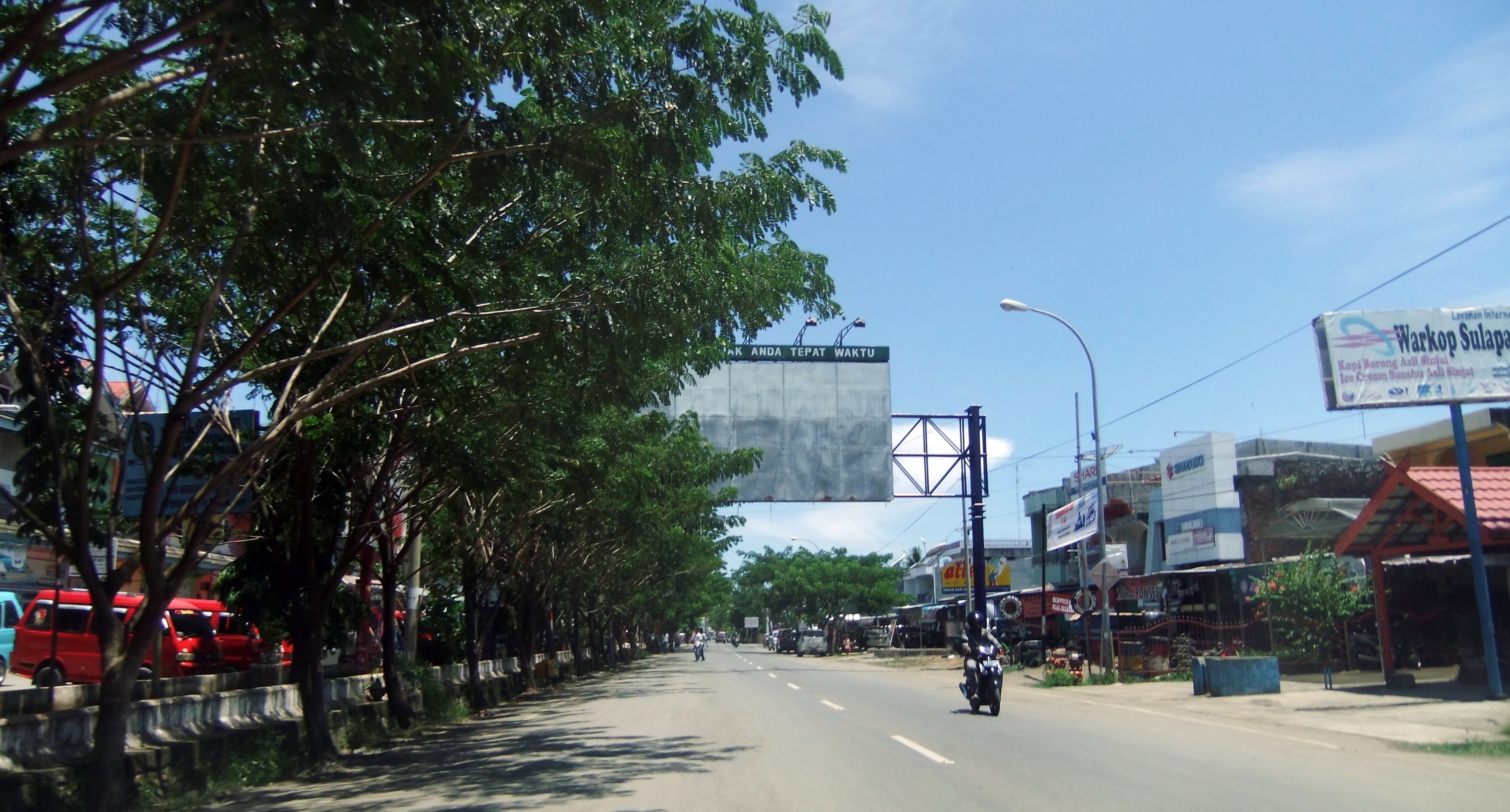
辛贾伊的主要街道

辛贾伊（Sinjai）是印度尼西亚南苏拉威西省的一个城镇，是辛贾伊县的县治所在（县政府所在的区域叫巴朗尼帕社区Kelurahan Balangnipa），位于苏拉威西岛南半岛东南、唐卡河（Tangka）入海口处。2010年统计，辛贾伊所在的北辛贾伊区（Kecamatan Sinjai Utara）共有43,467人。

## 资料来源
1. ↑  Biro Pusat Statistik, Jakarta, 2011.